# Transzendente Theosophie
Dieser Artikel wurde in der Qualitätssicherung Religion eingetragen. Hilf mit, die inhaltlichen Mängel dieses Artikels zu beseitigen, und beteilige dich an der Diskussion.
Die  Transzendente Theosophie (al-hikmat al-muta’āliyah حكمت متعاليه) ist die von dem persischen Philosophen Muhammad ibn Ibrāhīm ibn Yahyā Qawāmī Shīrāzī bekannt als Ṣadr ad-Dīn oder Mullā Sadrā (* 1571 oder 1572 in Schiras – † 1640 in Basra) entwickelte Philosophie, die eine der bis heute wichtigsten Hauptdisziplinen der islamischen Philosophie und Theologie darstellt.
Die Philosophie und Ontologie von Mullā Sadrā brachte „eine neue philosophische Einsicht in den Umgang mit dem Begriff der Realität und schuf einen großen Übergang vom Essentialismus zum Existentialismus“ in der islamischen Theosophie.

## Begriff
Der Begriff al-hikmat al-muta’āliyah umfasst zwei Begriffe:
1. hikmat bedeutet wörtlich übersetzt Weisheit, Erkenntnis, Geheimnis, Mysterium, Sinn und Klugheit und im speziell islamisch-philosophischen Kontext Theosophie.
2. muta’āliyah bedeutet transzendent.

Dieser Begriff wurde lange Zeit vor Mullā Sadrā durch mehrere Sufis und Theosophen, wie Qaysarī and Qutb ad-Din Mahmud ibn Masud asch-Schirazi verwendet. Aber in diesen früheren Beschreibungen war die gemeinte Bedeutung keineswegs dieselbe wie die, die wir in den Schriften von Mullā  Sadrā und seinen Schülern finden.
Zu beachten ist, dass Mullā  Sadrā seine Philosophie nie direkt als al-hikmat al-muta’āliyah beschrieben hat. Er verwendete den Begriff lediglich in dem Buchtitel von zwei seiner Werke: al-Hikmat al-mutaāliyah fi-l-asfār al-aqliyyat al-arbaah und sein letztes Werk al-hikmat al-muta’āliyah.
Der Begriff wurde Jahre nach ihm durch seinen Schülern in die islamische Theosophie eingebracht und etabliert um Mullā Sadrās Denkschule und Theorien darzustellen.

## Definition
Die Transzendente Theosophie erklärt, dass die Existenz (das Sein) ein Axiom darstellt, das keinen weiteren Beweis oder Begründung benötigt, da wir die Existenz allein mit unserem Präsenzwissen wahrnehmen können. Demnach sind alle Phänomene in der Welt in dem Axiom Sein im Einklang, da das Dasein von der gleichen, einzigen Quelle (dem allmächtigen Schöpfer) stammt. Das Sein umfasst für die gesamte Wahrheit. Die Eigenschaften, Pluralität und Unterschiede dieser Phänomene basiert auf ihre Essenz. Der allmächtige Schöpfer ist die Notwendige Existenz, das absolute Sein, das an der obersten und höchsten Stufe der Existenz ist und von dem alle Seienden stammen. Alle anderen Seienden streben nach dem absoluten Sein (Notwendige Existenz) um sich zu vervollkommnen. Die Geschöpfe und das Geschaffene streben pausenlos zu ihrer Quelle. Diese Bewegung stellt einen wesentlichen Bestandteil von Sadrā Lehren dar, die „Substantielle Bewegung“.